# Murph
Emmett Jefferson Murphy III dit Murph, né le 21 décembre 1964 à Washington, est un musicien américain, batteur du groupe de rock alternatif Dinosaur Jr..

## Biographie
Fils du spécialiste en études africaines E. Jefferson Murphy (en), après avoir été le batteur du groupe punk hardcore All White Jury, Murph rejoint Dinosaur Jr. qu'il quitte en 1993. Il devient ensuite, à partir de 1995 le batteur de The Lemonheads.
En avril 2005, avec J Mascis et Lou Barlow, il reforme le trio original pour relancer Dinosaur Jr.. Quatre albums vont alors sortir : Beyond (2007), Farm (2009), I Bet on Sky (2012) et Give a Glimpse of What Yer Not (2016). 